# Alois Blecha

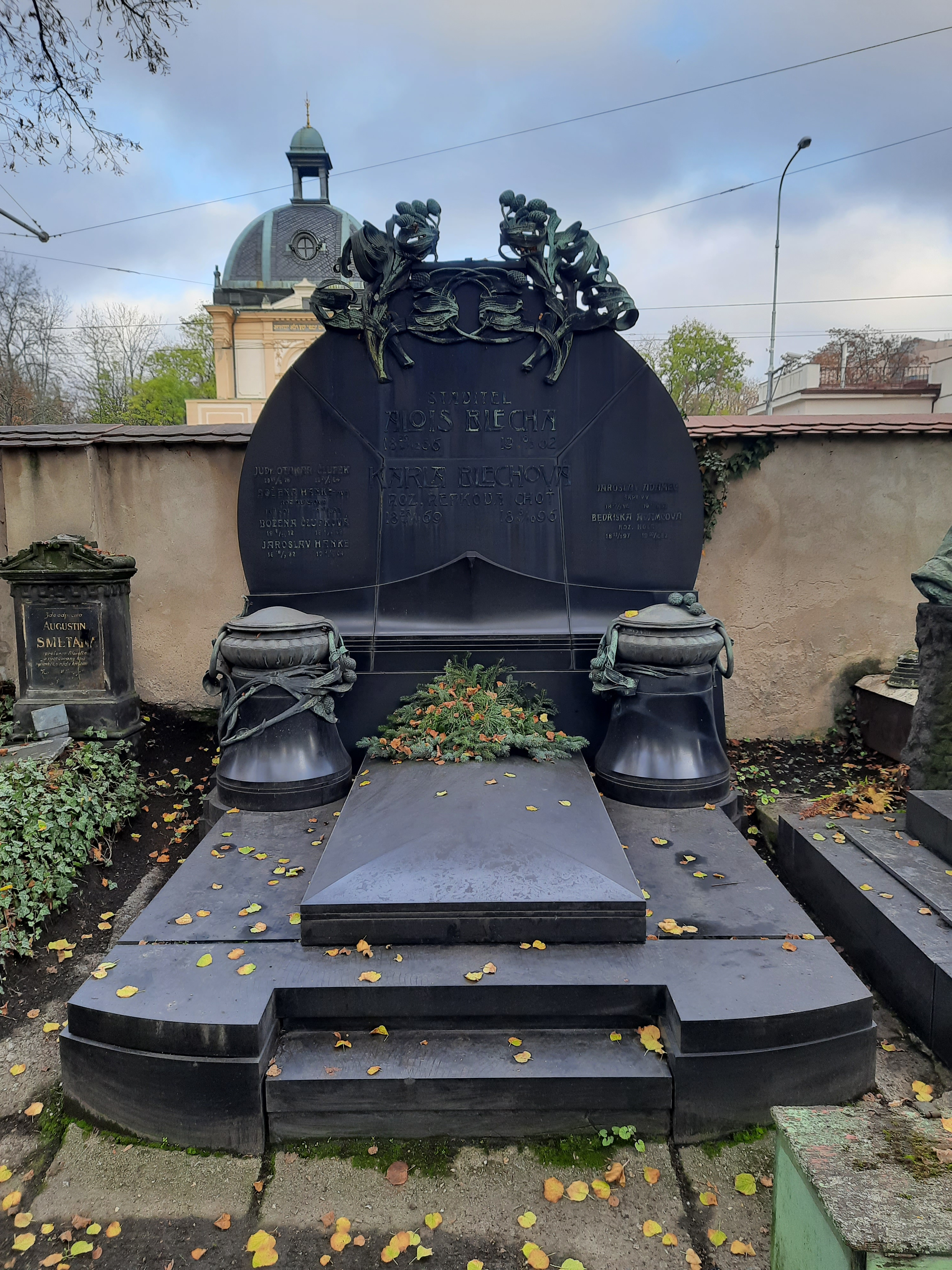
Hrob rodiny Aloise Blechy na Olšanských hřbitovech (návrh: Matěj Blecha)

Alois Blecha (29. prosince 1856 Štítary u Kolína – 18. března 1902 Karlín) byl český podnikatel a stavitel, prostřední bratr a společník stavitelů a architektů Josefa a Matěje Blechy. Po smrti bratra Josefa se stal majitelem firmy, po Aloisově smrti roku 1902 rodinnou firmu převzal nejmladší Matěj.

## Život
Narodil se ve Štítarech u Kolína do rolnické rodiny. Byl pokřtěn jako evangelík. Na základní školu chodil ve Štítarech, poté studoval v Kolíně. Po smrti rodičů vychovával své mladší sourozence bratr Josef. Získal technické vzdělání.
Posléze se stal společníkem stavební firmy, kterou roku 1870 založil Josef Blecha v Karlíně. Ta se zaměřovala především na stavbu průmyslových objektů na parní pohon (cukrovary, pivovary, lihovary apod.) či projekty nájemních domů, a postupně se vypracovala na jednu z nejvytíženějších v Praze a zároveň na největší stavební podnik v Čechách. Dále firma opakovaně prováděla stavby především v Kolíně a Českých Budějovicích.
Od poloviny 80. let působil jako společník a projektant ve firmě bratr Matěj. Roku 1893 získal Alois Blecha samostatnou stavitelskou licenci.

### Úmrtí
Alois Blecha zemřel 8. května 1902 v Karlíně ve věku 45 let na zánět pohrudnice. Spolu s manželkou a dětmi je pohřben v monumentální secesní hrobce na Olšanských hřbitovech. Jeho bratři Josef a Matěj jsou taktéž pohřbeni na Olšanech. Hrobku projektoval Matěj Blecha, který po Aloisově smrti převzal vedení firmy Blecha.

### Rodina
Oženil se s Karlou Blechovou, rozenou Řepkovou (1860–1896). Počali spolu dceru Boženu (1891–1932), provdanou Hankeovou. Aloisův synovec Josef Blecha (* 1896), syn Matěje Blechy, se taktéž zabýval stavebnictvím a architekturou.

## Dílo
Stavby realizované firmou Blecha do roku 1902 (výběr).
- Reálka a škola Ženského výrobního spolku, České Budějovice, čp. 118 (novorenesance)
- Budova sirotčince, Kolín
- Dostavba Podskalského (Radimského) mlýna, Kolín (1877)
- Úprava domu U Bílého věnce, Ovocný trh 11, Praha (1890)

## Galerie

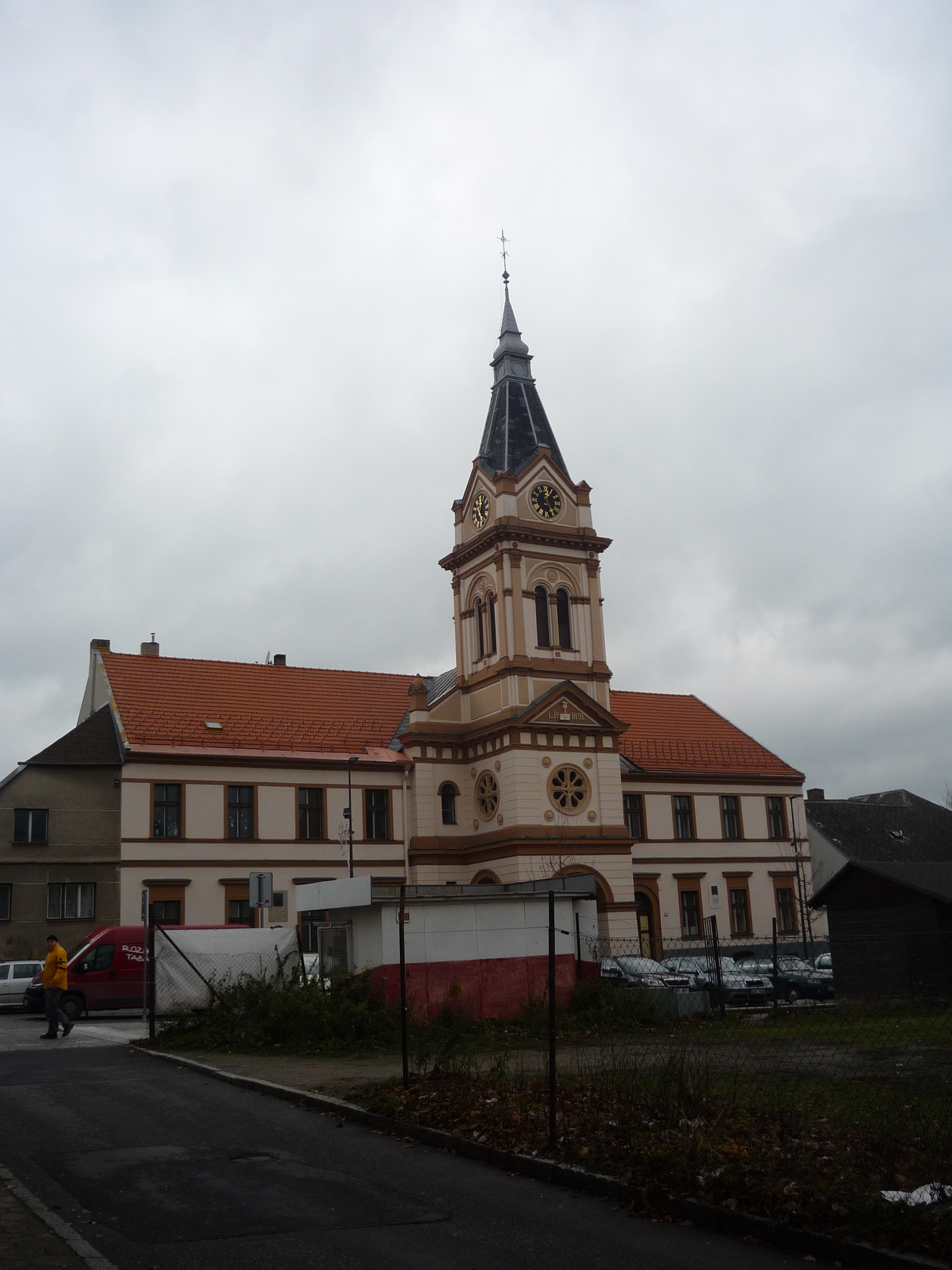
Evangelický kostel (Humpolec). Novorenesanční věž od architekta Josefa Blechy z Karlína (r.1891). Husova ulice. Humpolec.
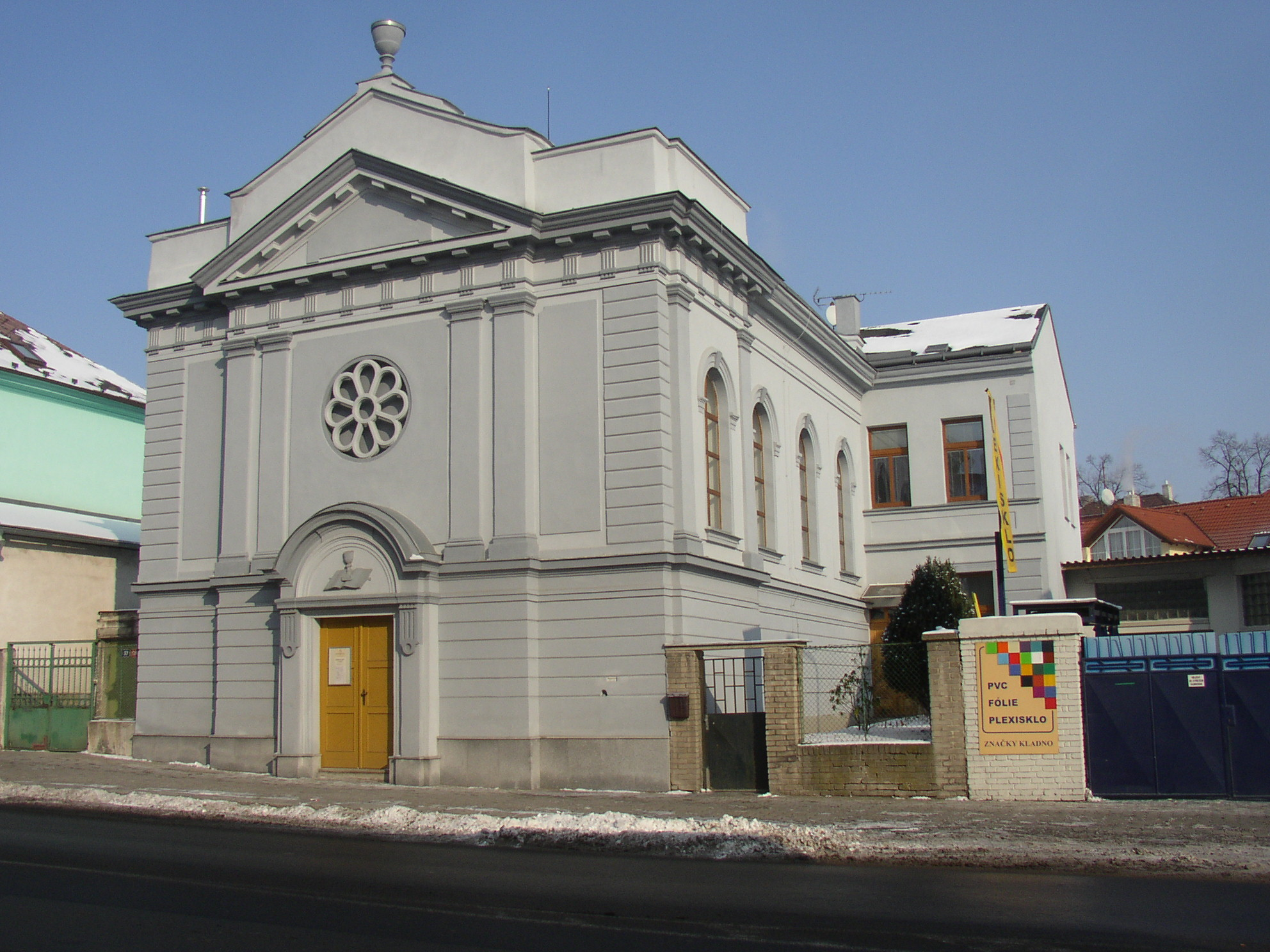
Evangelický kostel na Kladně. Novoklasicistní budova z roku 1895 podle návrhu Josefa Blechy z Karlína
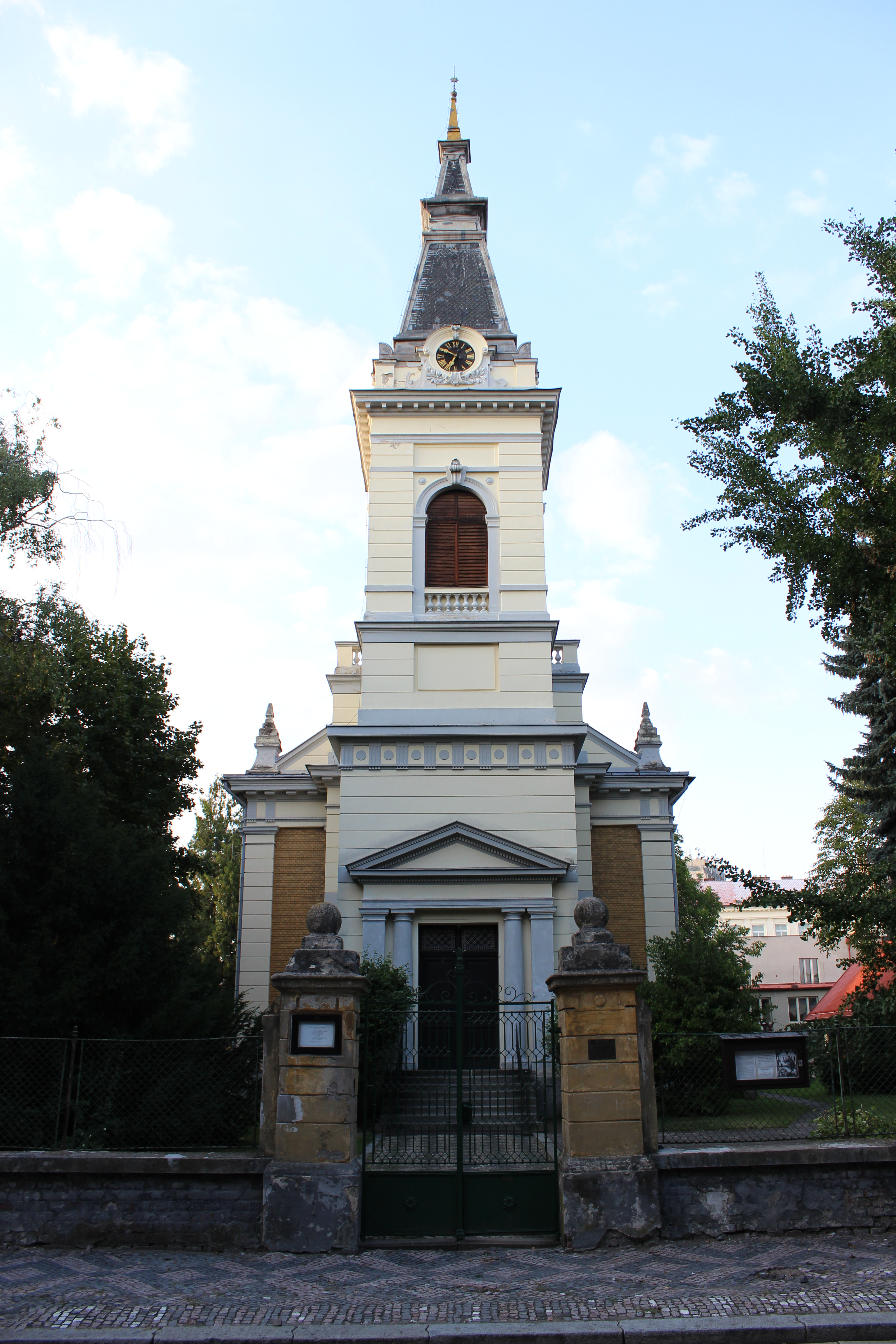
Kostel Českobratrské církve evangelické v Nymburce od architekta Josefa Blechy z Karlína
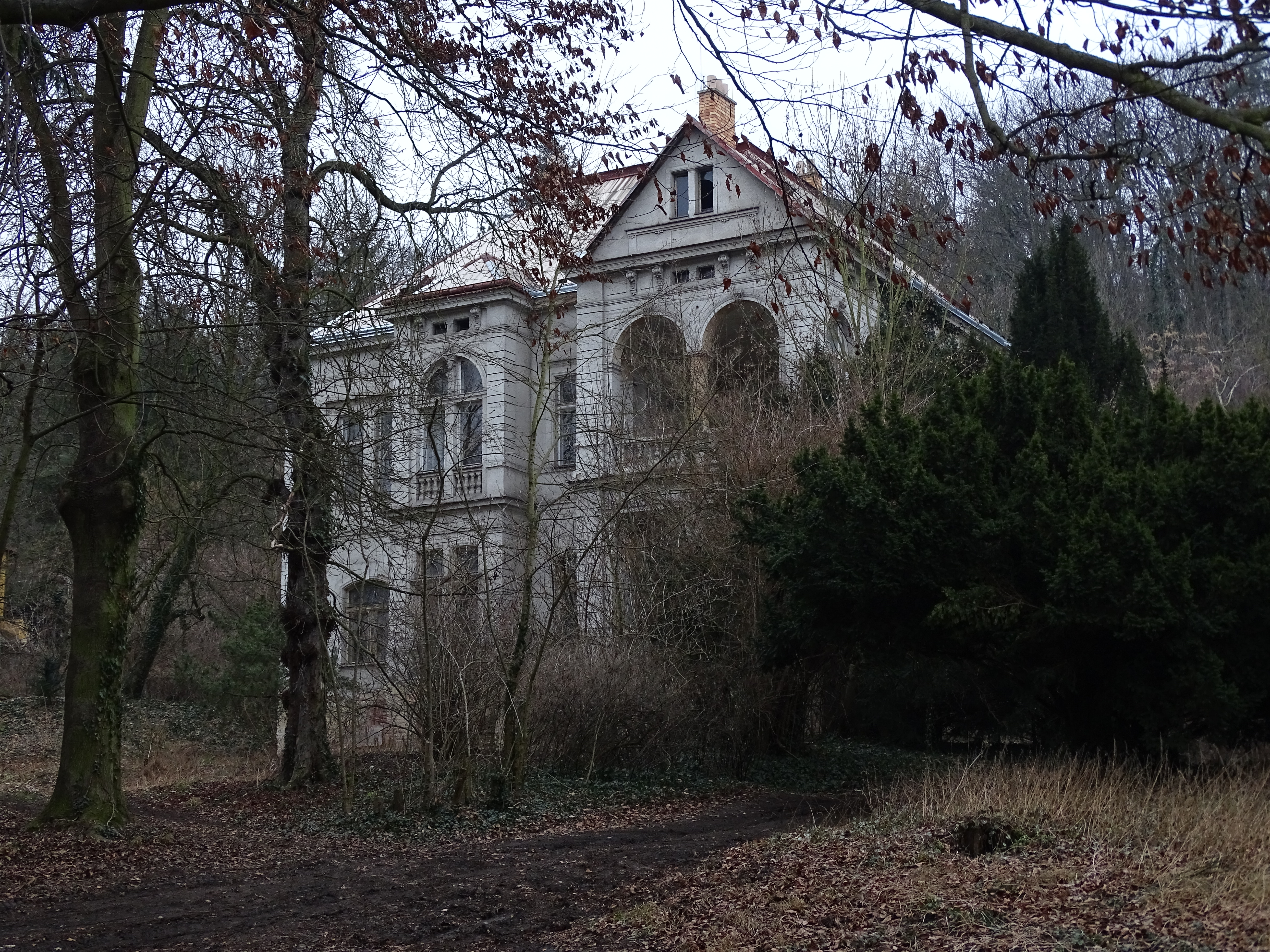
Roztoky, okres Praha-západ. Tiché údolí čp. 125, architekt Josef Blecha z Karlína
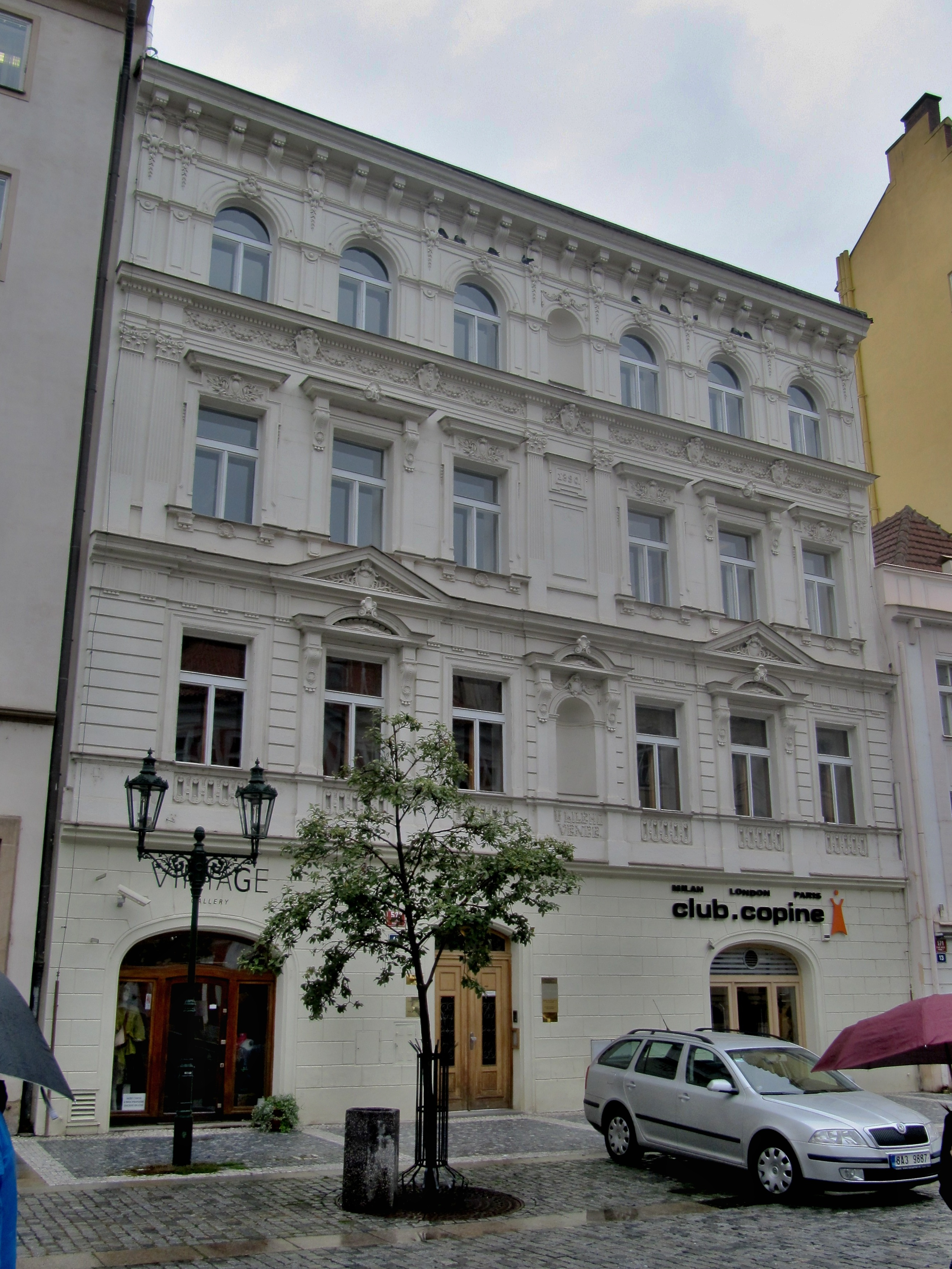
Dům U Bílého věnce, historizující úprava J. Blechy, 1890
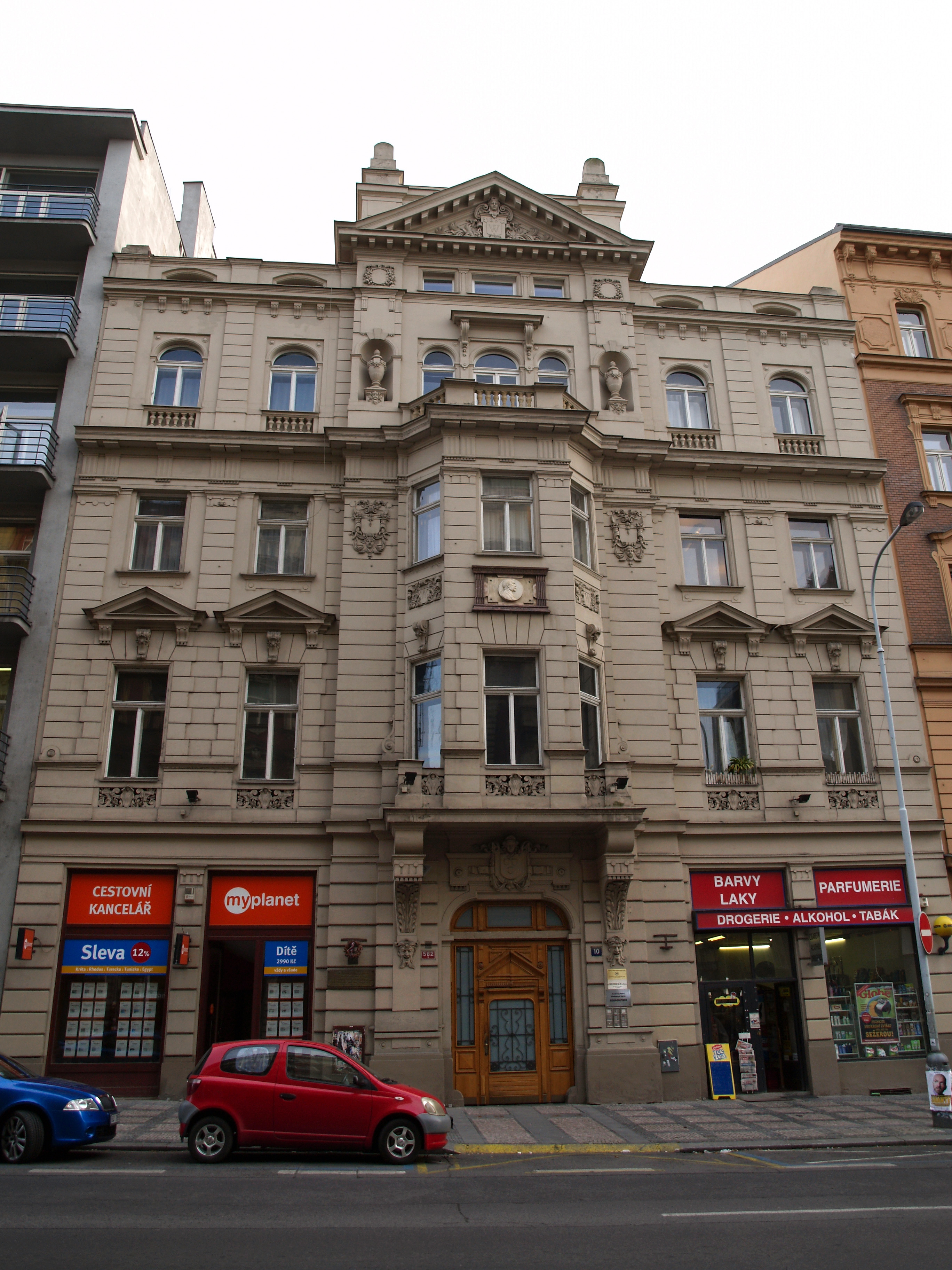
Novorenesanční třípatrový činžovní dům Žitná 10/562. Postavený r. 1897 podle plánu stavitele Josefa Blechy pro JUDr. K. Wintersteina.